# 후터파
후터파 또는 후터라이트(Hutterites)는 기독교에서, 종교 개혁 시기에 등장한 급진 종교개혁 계통인 재세례파의 분파를 일컫는 말이다. 초기에 순교한 지도자인 야코프 후터(Jacob Hutter)의 역할이 워낙 컸기 때문에 후터파라고 부른다.

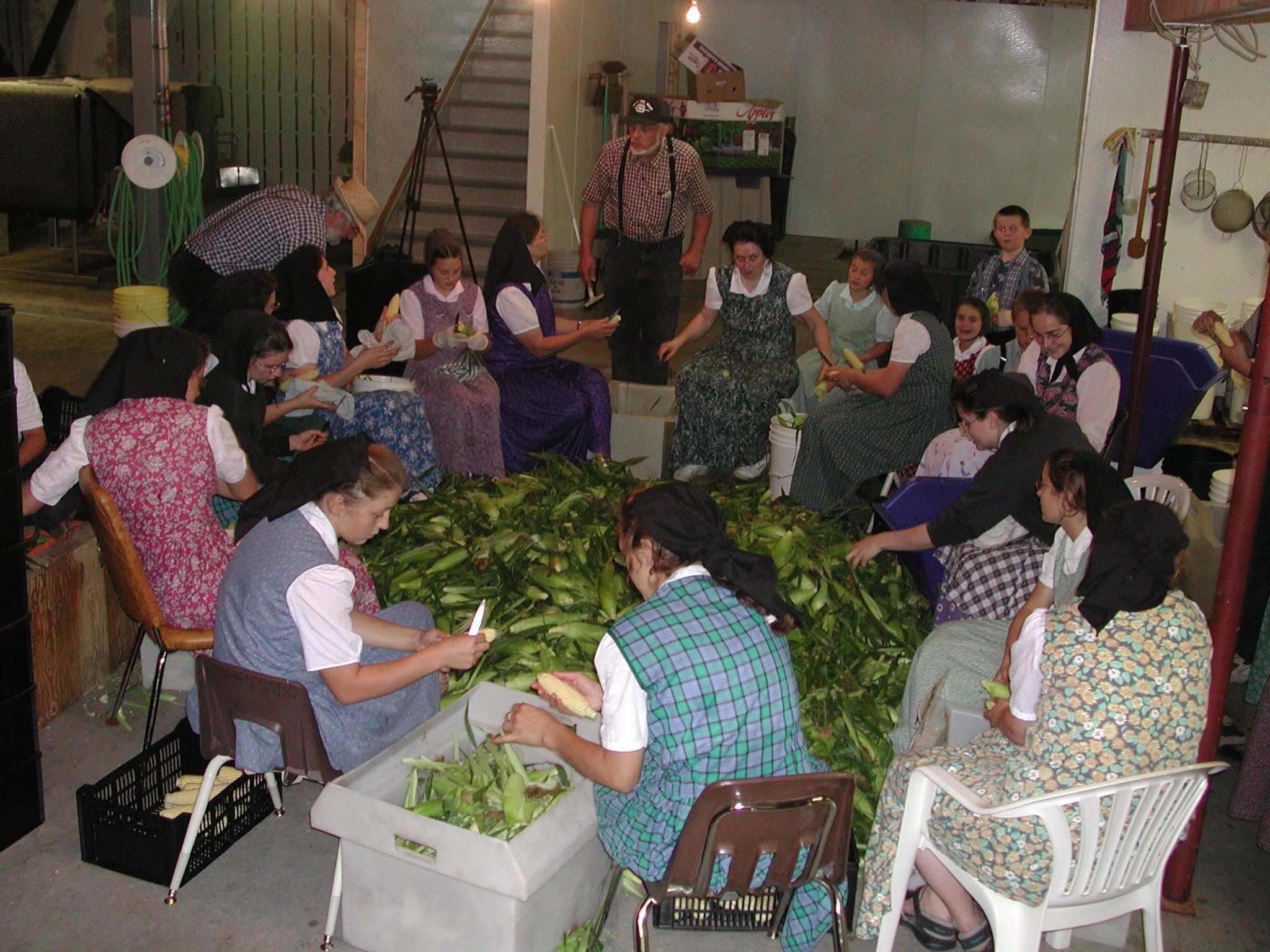
후터라이트 신자들의 공동체생활

## 역사

### 재세례파의 태동
오스트리아의 재세례파 신자인 야코프 후터는 1529년 재세례파 개신교 공동체의 지도자가 되었는데, 이들 후터라이트 신자들은 개신교에 대한 합스부르크의 탄압을 피해 모라비아로 피신하였다. 개신교 신자들의 온상인 모라비아에서 생활하면서 후터라이트 신자들은 교육, 의료, 금속산업, 공예품 생산에 종사하였다.

### 해외에서의 정착
하지만 30년전쟁이 벌어지던 1622년 합스부르크의 추방령으로 추방당하여, 동부 트라실바니아, 루마니아의 왈라키아, 우크라이나로 종교의 자유를 찾아 이주했다. 다행히 남부 우크라이나에서 같은 재세례파인 메노나이트의 도움을 받아 공동체의 신앙전통을 재개하였다. 1874년에는 미국으로 이민하였지만, 제1차 세계대전당시 양심적 병역거부를 실천하면서 미국정부와 대립했다. 더구나 1차대전당시 독일은 적성국가였기 때문에 독일어(비록 표준어가 아닌 중세 모라비아 자역 사투리였지만)를 사용하는 후터라이트 신자들은 언어사용에서도 제한받았다. 결국 이들은 캐나다로 이주하여 공동체 생활을 재개했으며(하지만 이중 25%는 거주할 토지를 못찾아 미국으로 돌아가거나 미국에 잔류), 지금도 사도행전 2:44-45에 근거한 물질 나눔 기독교 공동체 생활을 유지하고 있다.(이들의 재산관은 현대 사상중에선 공상적 사회주의와 가장 유사하다.) 신앙생활은 평일예배와 주일예배로 하느님을 경배하면서 실천하고 있다.

## 같이 보기
- 기독교 평화주의
- 단순한 삶